# 北方町
北方町（きたがたちょう）は、岐阜県本巣郡にある町。岐阜県の南西部に位置し、濃尾平野の北部に位置する。岐阜県内の市町村の中で面積が最も小さく、人口密度が最も高い。本巣郡唯一の町である。

## 地理
町域全体が濃尾平野に含まれており、山岳は存在しない。天王川、糸貫川、長谷川が南北に流れている。町は東西約1.85km、南北約4.2kmと、南北に細長くなっている。

### 隣接している自治体
- 岐阜市
- 瑞穂市
- 本巣市

### 地名
- 朝日町1 - 5丁目
- 一本松1・2丁目
- 加茂
- 加茂1 - 5丁目
- 北方
- 小柳1・2丁目
- 栄町1 - 3丁目
- 芝原中町1 - 6丁目
- 芝原西町1 - 4丁目
- 芝原東町1 - 5丁目
- 清水1丁目
- 曲路1 - 4丁目
- 曲路東1 - 4丁目
- 高屋
- 高屋石末1 - 3丁目
- 高屋伊勢田1・2丁目
- 高屋条里1 - 3丁目
- 高屋白木1 - 3丁目
- 高屋太子1 - 3丁目
- 高屋勅使1・2丁目
- 高屋分木1 - 3丁目
- 高屋清流1 - 6丁目
- 天狗堂1・2丁目
- 柱本
- 柱本1 - 3丁目
- 柱本池之頭1 - 3丁目
- 柱本白坪1・2丁目
- 柱本南1 - 3丁目
- 長谷川1丁目
- 長谷川西1 - 3丁目
- 春来町1 - 3丁目
- 東加茂1 - 3丁目
- 平成1 - 8丁目
- 若宮1・2丁目

## 歴史
- 1456年（康正2年） - 足利義政袖判御教書案に美濃国北方郷の文字が見られる。
- 1668年（寛文8年） - 加納藩主松平光永が遺領を継ぎ、その際、弟戸田光直に5000石を分与し、旗本北方戸田氏知行地となる。
- 1682年（天和2年） - 加納藩領内で（旗本文殊戸田氏、同北方戸田氏知行地）年貢軽減のための騒擾が発生する。北方村では庄屋ら4人が斬罪となる。
- 1756年（宝暦6年） - 加納藩主安藤信成が磐城平へ移封され、高屋、柱本、芝原の各村が幕府領(大垣藩預所)となる。
- 1765年（明和2年） - 大垣藩領の百姓一揆があった（盛枡騒動）。
- 1878年（明治11年） - 郡区町村編制法により、北方村に本巣、席田両郡の郡役所が設置される。
- 1884年（明治17年） - 柱本、高屋他4ヵ村、加茂、芝原他9ヵ村がそれぞれ組合戸長役場を設置。
- 1889年（明治22年） - 北方村が町制を施行して北方町が発足。本巣郡最初の町となった。
- 1891年（明治24年） - 濃尾地震により北方町では約80%の家屋が倒壊し（全壊602戸、半壊85戸）、死者95人・負傷者225人の被害を出す。
- 1910年（明治43年） - 皇太子嘉仁親王（後の大正天皇）が北方町を訪問。
- 1914年（大正3年） - 忠節 - 北方間において岐北軽便鉄道が開通する。
- 1955年（昭和30年）4月1日 - 生津村の柱本、高屋両地区が北方町と合併する。
- 1956年（昭和31年）9月2日 - 席田村の加茂、芝原両地区が北方町と合併する。
- 1968年（昭和43年） - 北方町制施行80周年記念式典を開催。
- 1976年（昭和51年） - 皇太子明仁親王及び皇太子妃美智子が献血視察のため北方町を訪問。
- 1989年（平成1年） - 北方町制施行100周年記念式典を開催。
- 2002年（平成14年） - 穂積町・巣南町・北方町の3町で第1回合併協議会を開催するも、後に北方町は離脱。
- 2003年（平成15年） - 岐阜広域合併協議会を開催。
- 2016年（平成28年）5月6日 - 北方町役場が新庁舎に移転[2]。

### 変遷表
| 明治元年      | 明治12年 2月18日 郡区町村 編成法施行 | 明治22年 7月1日 町村制施行 | 明治30年 4月1日      | 昭和23年 10月1日     | 昭和29年 9月20日     | 昭和30年 4月1日               | 昭和31年 9月30日     | 現在                 |
| ------------- | ------------------------------------ | -------------------------- | -------------------- | -------------------- | -------------------- | ----------------------------- | -------------------- | -------------------- |
| 本巣郡 生津村 | 本巣郡 生津村                        | 本巣郡 生津村              | 本巣郡 生津村        | 本巣郡 生津村        | 本巣郡 穂積町 の一部 | 本巣郡 穂積町 の一部          | 本巣郡 穂積町 の一部 | 本巣郡 穂積町 の一部 |
| 本巣郡 馬場村 | 本巣郡 馬場村                        | 本巣郡 馬場村              | 本巣郡 生津村        | 本巣郡 生津村        | 本巣郡 穂積町 の一部 | 本巣郡 穂積町 の一部          | 本巣郡 穂積町 の一部 | 本巣郡 穂積町 の一部 |
| 本巣郡 高屋村 | 本巣郡 高屋村                        | 本巣郡 高屋村              | 本巣郡 生津村        | 本巣郡 生津村        | 本巣郡 生津村        | 昭和30年 4月1日 本巣郡 北方町 | 本巣郡 北方町        | 本巣郡 北方町        |
| 本巣郡 柱本村 | 本巣郡 柱本村                        | 本巣郡 柱本村              | 本巣郡 生津村        | 本巣郡 生津村        | 本巣郡 生津村        | 昭和30年 4月1日 本巣郡 北方町 | 本巣郡 北方町        | 本巣郡 北方町        |
| 本巣郡 北方村 | 本巣郡 北方村                        | 本巣郡 北方村              | 本巣郡 北方村        | 本巣郡 北方村        | 本巣郡 北方村        | 昭和30年 4月1日 本巣郡 北方町 | 本巣郡 北方町        | 本巣郡 北方町        |
| 席田郡 芝原村 | 席田郡 芝原村                        | 席田郡 芝原村              | 本巣郡 席田村 の一部 | 本巣郡 席田村 の一部 | 本巣郡 席田村 の一部 | 本巣郡 席田村 の一部          | 本巣郡 北方町        | 本巣郡 北方町        |
| 席田郡 加茂村 | 席田郡 加茂村                        | 席田郡 加茂村              | 本巣郡 席田村 の一部 | 本巣郡 席田村 の一部 | 本巣郡 席田村 の一部 | 本巣郡 席田村 の一部          | 本巣郡 北方町        | 本巣郡 北方町        |

## 人口
| |                                        |  |
| 北方町と全国の年齢別人口分布（2005年） | 北方町の年齢・男女別人口分布（2005年） |  |
| ■紫色 ― 北方町 ■緑色 ― 日本全国 | ■青色 ― 男性 ■赤色 ― 女性              |  |
| 北方町（に相当する地域）の人口の推移 \| 1970年（昭和45年） \| 10,855人 \| \| \| 1975年（昭和50年） \| 12,810人 \| \| \| 1980年（昭和55年） \| 13,165人 \| \| \| 1985年（昭和60年） \| 14,342人 \| \| \| 1990年（平成2年） \| 15,955人 \| \| \| 1995年（平成7年） \| 17,027人 \| \| \| 2000年（平成12年） \| 17,250人 \| \| \| 2005年（平成17年） \| 17,547人 \| \| \| 2010年（平成22年） \| 18,395人 \| \| \| 2015年（平成27年） \| 18,169人 \| \| \| 2020年（令和2年） \| 18,139人 \| \| |                                        |  |
| 総務省統計局 国勢調査より |                                        |  |
| 1970年（昭和45年） | 10,855人                               |  |
| 1975年（昭和50年） | 12,810人                               |  |
| 1980年（昭和55年） | 13,165人                               |  |
| 1985年（昭和60年） | 14,342人                               |  |
| 1990年（平成2年） | 15,955人                               |  |
| 1995年（平成7年） | 17,027人                               |  |
| 2000年（平成12年） | 17,250人                               |  |
| 2005年（平成17年） | 17,547人                               |  |
| 2010年（平成22年） | 18,395人                               |  |
| 2015年（平成27年） | 18,169人                               |  |
| 2020年（令和2年） | 18,139人                               |  |

## 行政

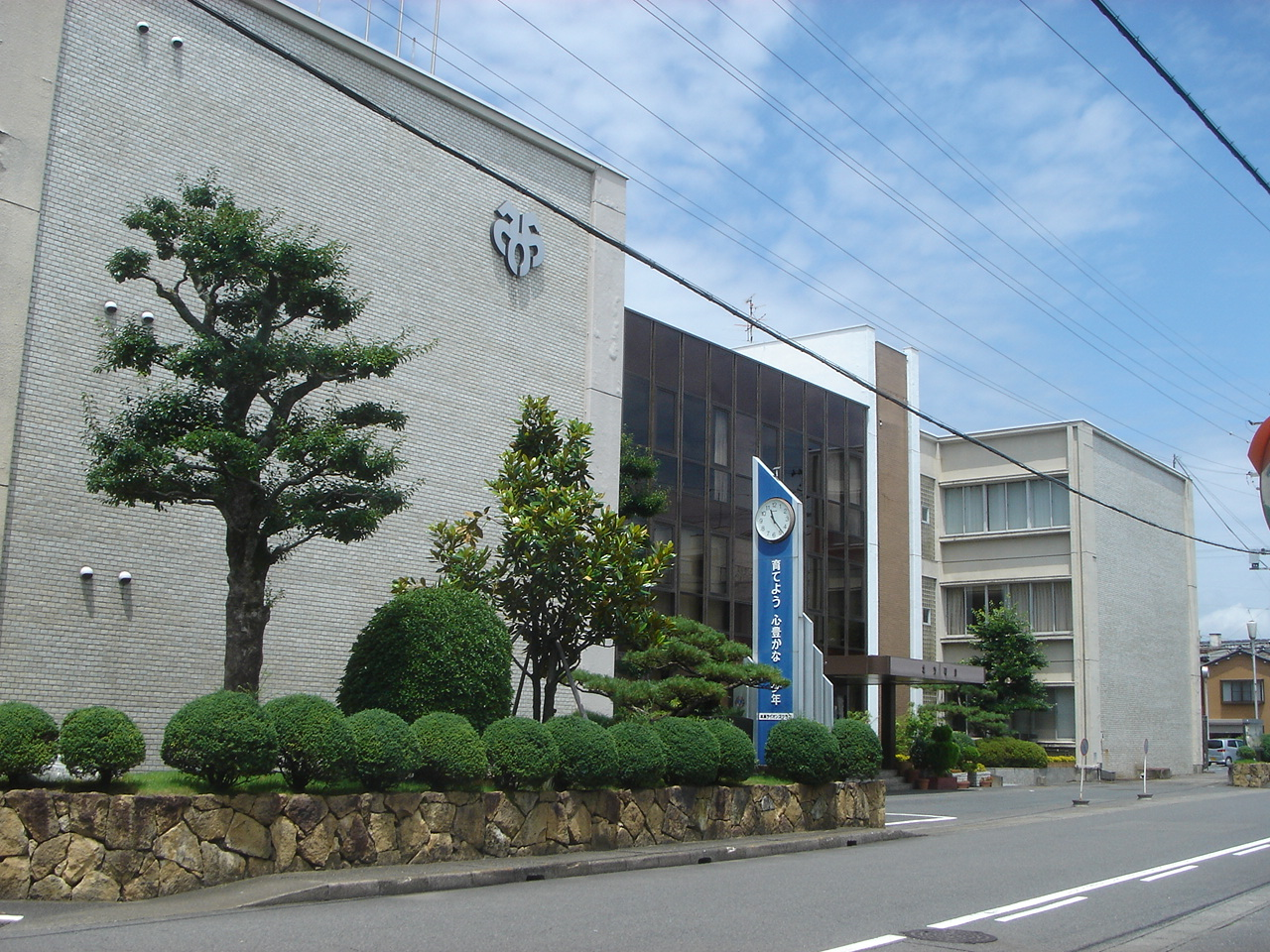
2016年まで使用していた北方町庁舎

### 歴代町長
- 鈴木隆太郎　1889年（明治22年）8月8日 - 1893年（明治26年）7月30日
- 西川文平　1893年（明治26年）10月26日 - 1895年（明治28年）11月21日
- 近藤友諒　1896年（明治29年）3月27日 - 1897年（明治30年）3月15日
- 所銀作　1897年（明治30年）3月21日 - 1898年（明治31年）1月7日
- 林熊次郎　1898年（明治31年）1月7日 - 1898年（明治31年）3月29日
- 林熊次郎　1898年（明治31年）5月25日 - 1898年（明治31年）12月1日
- 西川文平　1898年（明治31年）12月27日 - 1902年（明治35年）12月26日
- 西川文平　1902年（明治35年）12月27日 - 1903年（明治36年）8月21日
- 西川文平　1903年（明治36年）10月10日 - 1906年（明治39年）7月30日
- 廣瀬十郎平　1906年（明治39年）8月28日 - 1907年（明治40年）10月23日
- 村瀬信雄　1909年（明治42年）11月8日 - 1911年（明治44年）5月5日
- 西川文平　1911年（明治44年）6月22日 - 1914年（大正3年）6月30日
- 加木屋孜　1915年（大正4年）8月30日 - 1918年（大正7年）3月9日
- 山中駒次　1918年（大正7年）6月10日 - 1921年（大正10年）9月9日
- 林嘉喜知　1922年（大正11年）3月8日 - 1922年（大正11年）10月30日
- 西川雄二　1922年（大正11年）11月11日 - 1926年（大正15年）11月12日
- 西川雄二　1926年（大正15年）11月10日 - 1930年（昭和5年）11月10日
- 高橋義一　1930年（昭和5年）11月12日 - 1937年（昭和12年）6月7日
- 林嘉喜知　1937年（昭和12年）7月10日 - 1945年（昭和20年）7月9日
- 大野勇　1945年（昭和20年）10月13日 - 1947年（昭和22年）3月26日
- 大野勇　1947年（昭和22年）4月5日 - 1950年（昭和25年）11月8日
- 西川雄二　1950年（昭和25年）12月10日 - 1955年（昭和30年）3月31日
- 西川雄二　1955年（昭和30年）4月23日 - 1959年（昭和34年）4月29日
- 真道康存　1959年（昭和34年）4月30日 - 1967年（昭和42年）4月29日
- 本多實　1967年（昭和42年）4月30日 - 1979年（昭和54年）4月29日
- 安藤行雄　1979年（昭和54年）4月30日 - 1983年（昭和58年）4月29日
- 松井三郎　1983年（昭和58年）4月30日 - 1995年（平成7年）4月29日
- 白木聡　1995年（平成7年）4月30日 - 2006年（平成18年）11月25日
- 室戸英夫　2007年（平成19年）1月14日 - 2016年（平成28年）2月6日[3]
- 戸部哲哉　2016年（平成28年）3月 -

## 経済
- アピタ北方店

## 情報・生活
- NTT市外局番は058が使用される。
  - 市内局番は、かつて市外局番が0583だった名残で300番台が主に使用される。

## 施設
- 北方町役場
- 岐阜県警察北方警察署
- ハイタウン北方 - 岐阜県営住宅、妹島和世らが設計
- 北方町生涯学習センターきらり - 磯崎新設計
- 北方町総合体育館　（北方町アルテックアリーナ）
- 北方町立図書館
- 北方町コミュニティセンター

## 教育

### 幼稚園・こども園
- 北方町立こども園　※2023年4月、北方町立幼稚園と北方町立中保育園を統合し開園。
- 敬愛学園　北方幼稚園

### 保育園
- 北方町立北保育園
- 北方町立南保育園

### 義務教育学校
- 北方町立北学園[4]
- 北方町立南学園

### 高等学校
- 岐阜県立岐阜農林高等学校

## 交通

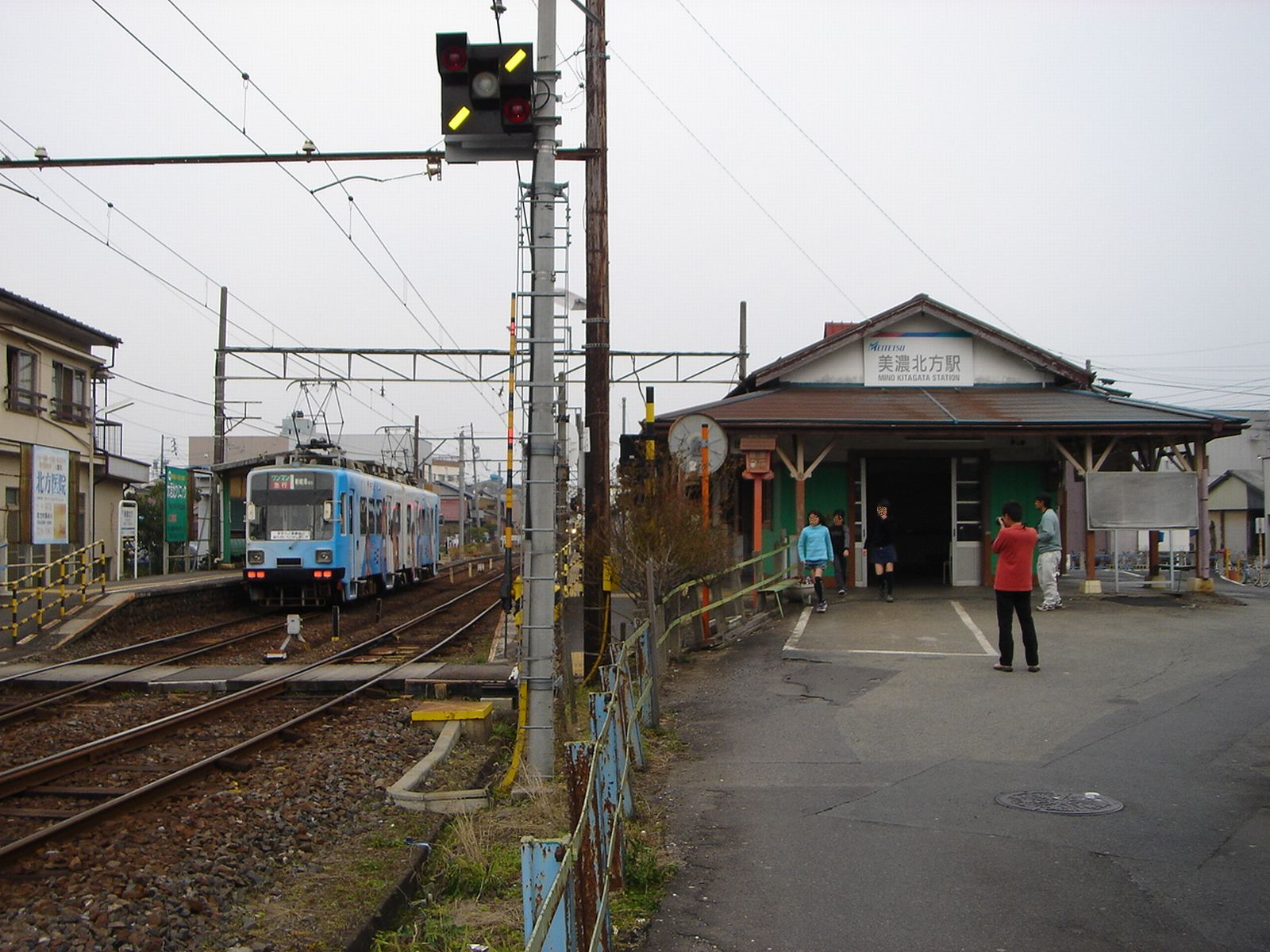
名鉄揖斐線美濃北方駅（2005年廃止）

### 鉄道
2005年（平成17年）3月に名鉄揖斐線が廃止され、北方町から鉄道路線はなくなった。かつては名鉄揖斐線に美濃北方駅・北方千歳町駅・北方東口駅の3駅が存在した。
本巣市のうち当町のすぐ西にあたるところに樽見鉄道樽見線の北方真桑駅があり、北方町の玄関口的存在となっている。国鉄樽見線時代に北方町の要望で本巣北方駅と名づけられ、第3セクター転換後には北方真桑駅に改称された。

### 路線バス
北方町役場の北側に北方バスターミナルが設置されている。
- 岐阜バス

### 道路
北方町に高速道路は通っていない。

#### 一般国道
- 国道157号

#### 主要地方道
- 岐阜県道23号北方多度線
- 岐阜県道53号岐阜関ケ原線
- 岐阜県道92号岐阜巣南大野線

#### 一般県道
北方町に一般県道は通っていない。

#### 道路の通称名
- グリーン通り
- サンタウン通り
- 中央通り
- 天王通り
- 長谷川西通り
- 百年記念通り
- 青桐通り
- 桜通り
- 東山通り

## 名所・旧跡・観光スポット・祭事・催事

### 名所・旧跡
※北方町文化財観光マップ

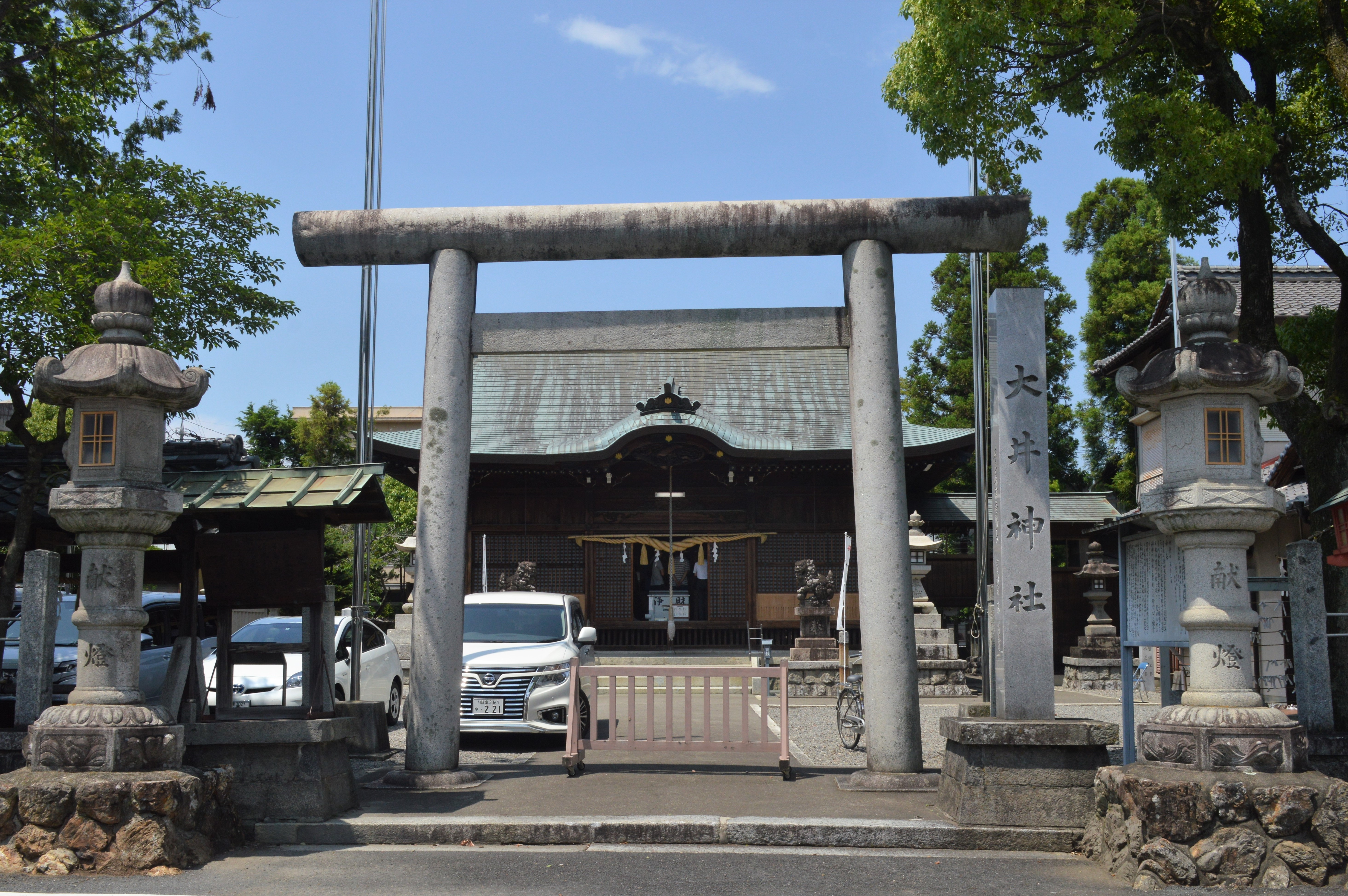
大井神社

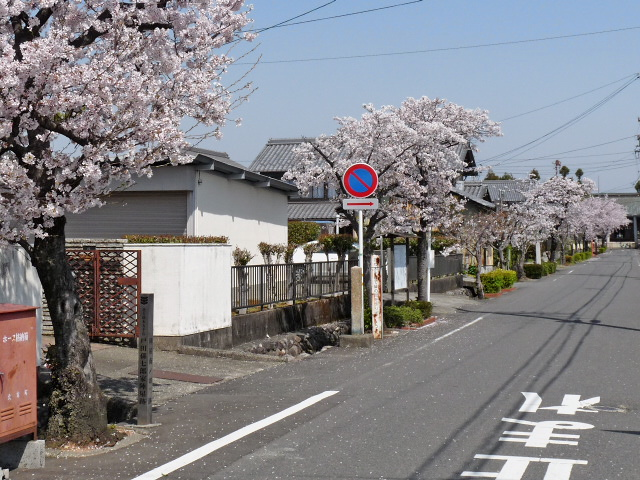
北方陣屋跡

- 円鏡寺 - 楼門は国の重要文化財。811年（弘仁2年）空海の創建と伝わる[5]。
- 大井神社 - 988年（永延2年）、円鏡寺の良祐上人が諸堂を整えた折り、鬼門に当たる方向に牛頭天王を祀ったのが発祥[6]。
- 北方城跡（岐阜県の史跡） - 安藤守就の居城。応仁年間に築城し、芝原北方七間城と呼ばれた[7]。
- 北方陣屋跡[8]
- 美濃派俳諧水上道場跡[9]
- 安藤伊賀守守就戦死の地 - 本能寺の変の後、旧領地を取り戻すため安東（安藤）守就親子は北方城で挙兵するが、新領主で西美濃三人衆のもう一人稲葉一鉄（良通）に攻められ討死した[10][11]。
- 時の太鼓[12]
- 夕べが池自然公園[13]
- 八幡神社[14]

### 祭事・催事
- 星まつり（2月3日）
- かいこまつり（3月第2日曜）
- 北方まつり（5月2日・3日）
- 千日詣り（8月10日）
- お十七夜（8月17日）
- Kitagata清流フェス[15]
- 未来タウン北方ふれあいまつり（11月第2土曜・日曜）
- 円鏡寺公園門前市（毎月21日）

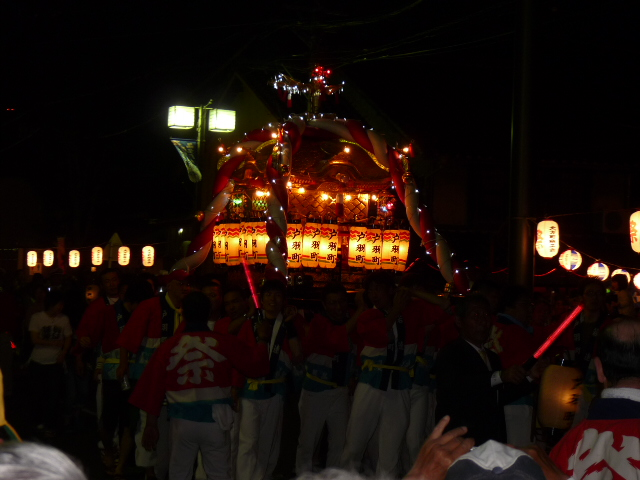
北方まつり
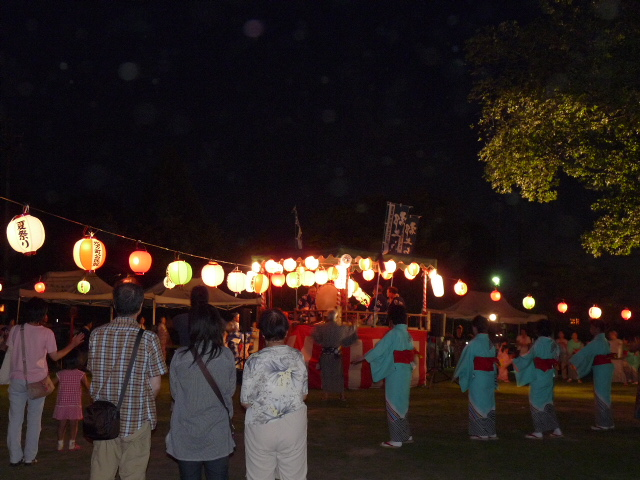
お十七夜

## 出身有名人
- 大熊政彦（柔道家）
- 高田渡（音楽家）
- 国枝栄（調教師）
- 寺島良（調教師）
- 石神愛子（鹿児島テレビ放送→名古屋テレビ放送アナウンサー）